# Vetralla
Vetralla est une commune italienne de la province de Viterbe dans la région Latium en Italie.

## Culture
- Norchia
- Nécropole de Norchia

## Administration
| Période                                  | Période | Identité | Étiquette | Qualité |
| ---------------------------------------- | ------- | -------- | --------- | ------- |
|                                          |         |          |           |         |
| Les données manquantes sont à compléter. |         |          |           |         |

### Hameaux
Cura di Vetralla, La Botte

### Communes limitrophes
Barbarano Romano, Blera, Capranica, Caprarola, Monte Romano, Ronciglione, Villa San Giovanni in Tuscia, Viterbe